# Zagórów (công xã)
Gmina Zagórów là một vùng thành thị-nông thôn (quận hành chính) ở Słupca, Voivodeship Greater Ba Lan, ở phía tây trung tâm Ba Lan.Khu hành chính của nó là thị trấn Zagórów, nằm khoảng 16 kilômét (10 mi) phía nam Słupca và 72 km (45 mi) về phía đông của thủ đô Pozna regional.
Gmina có diện tích 159,59 kilômét vuông (61,6 dặm vuông Anh), và tính đến năm 2006, tổng dân số của nó là 9.073 (trong đó dân số của Wapórów là 2.932, và dân số của vùng nông thôn của Gmina là 6.141).
Gmina chứa một phần của khu vực được bảo vệ gọi là Công viên Cảnh quan Warta.

## Làng
Ngoài thị trấn Zagórów, Gmina Zagórów chứa các làng và các khu định cư của Adamierz, Anielewo, Augustynów, Bukowe, Chruściki, Dluga Gorka, Drzewce, Grabina, Grądzeń, Huta Łukomska, Imielno, Kirchol, Kopojno, Kopojno-Parcele, Kościołków, Koszelewska Laka, Łazińsk Drugi, Łazińsk Pierwszy, lười biếng, Łomów, Łukom, Mariantów, Michalinów gần Olesnica, Michalinów gần Trąbczyn, Myszaków, Myszakówek, Nowa Wies, Olchowo, Olesnica, Olesnica-Folwark, Osiny, Podbiel, Przybysław, Skokum, Smoleniec, Stanisławów, Stawisko, Szetlew, Szetlewek, Tarszewo, Trąbczyn, Trąbczyn B, Trąbczyn D, Trąbczyn Dworski, Wincentowo, Włodzimirów, Wrąbczyn, Wrąbczyn Gorski, Wymysłów và Zalesie.

## Gmina lân cận
Gmina Zagórów giáp với các Gmina Gizałki, Grodziec, Lądek, Pyzdry và Rzgów.